# جلالی (مشهد)
جلالی روستایی در دهستان میان ولایت بخش مرکزی شهرستان مشهد استان خراسان رضوی ایران است.

## جمعیت
بر پایه سرشماری عمومی نفوس و مسکن در سال ۱۳۹۵ جمعیت این روستا ۷۸۴ نفر (۱۸۹خانوار) بوده‌است.

## تاریخچه
نام دیگر آن بلوچ خانه (Baluch Khaneh) یا بلوچ آباد (Baluchabad) می‌باشد. چون این روستای مهاجرنشین، توسط مهاجران بلوچ استان سیستان و بلوچستان بنیاد نهاده شده، به بلوچ خانه یا بلوچ آباد شهرت یافته‌است.
چون نام یکی از طوایف مهاجر نیمروز (جلالی) بود، نام روستا نیز از بلوچ خانه به جلالی تغییر یافت. تشابه آن با نام روستای تاریخی جلالی در دهستان کنویست، باعث شده که آن روستا به نام (جلالیه) تغییر نام یابد.
در ایران تنها ۳ روستا به نام جلالی وجود دارد:
۱. جلالی: از توابع دهستان احمدی بخش احمدی شهرستان حاجی‌آباد استان هرمزگان.
۲. جلالی: از توابع دهستان زهک بخش مرکزی شهرستان زهک استان سیستان و بلوچستان.
۳. جلالی: از توابع دهستان میان ولایت بخش مرکزی شهرستان مشهد استان خراسان رضوی.
پس از پیروزی انقلاب، مدت کوتاهی نام آن به (بلوچ آباد خمینی) تغییر داده شد، اما به دلیل عدم پذیرش این تغییر نام از سوی وزارت کشور، دوباره به همان نام پیشین (جلالی) بازگشت.
روستای جلالی، به عنوان یکی از روستاهایی که در آغاز روزگار پهلوی در منطقه میان ولایت مشهد پدید آمد، به دلیل برخورداری از شرایط مناسب جغرافیایی و آب و هوای معتدل و زمین حاصلخیز توانست به یکی از کانون‌های مهم جمعیتی مهاجران نیمروزی در حریم کلان‌شهر مشهد تبدیل شود. با آن که این آبادی در میان ده‌ها دهکده تاریخی شهرستان مشهد، از پیشینه تاریخی برخوردار نیست، اما دوره پیشرفت تدریجی خود را از یک بافت سنتی پیوسته و با استفاده از مصالح و سبک معماری سنتی شمال خراسان آغاز نمود تا به عنوان یک زیستگاه دائمی و تکیه گاه امن ساکنان خویش مبدل گردد. هسته اولیه آن، که ۴۵۰۲ کیلومتر مربع وسعت داشته و ۸٪ بافت کالبدی روستا را تشکیل می‌دهد، در مرکز آن واقع شده و دارای بافت فشرده و ارگانیک بوده و دسترسی معابر محدود و به شکل نامنظم می‌باشد و اغلب واحدهای مسکونی گنبدی شکل آن نیمه مخروبه هستند.
در مرحله اول توسعه، که از سال ۱۳۳۰ تا ۱۳۴۲ به درازا انجامید، گسترش در جهت شمال هسته اولیه و بدون گسستگی شکل گرفته و معابر دسترسی کم عرض و مسکن تخریبی بخشی از ویژگی‌های آن می‌باشد. این مرحله ۱۵۴۷۸ متر مربع وسعت داشته و ۲۷٪ فضای کالبدی دهکده را به خود اختصاص داده‌است.
در مرحله دوم توسعه، که از اصلاحات ارضی تا پیروزی انقلاب اسلامی انجام یافت، با به حداقل رسیدن جمعیت روستا، واحدهای مسکونی و شبکه معابر دسترسی شکل هندسی منظم به خود گرفته‌اند. این بخش ۴۹۸۳ متر مربع وسعت داشته و ۹٪ روستا را از آنِ خود نموده‌است.
در مرحله سوم روستا، که به تدریج و در چهار دهه اخیر به وقوع پیوسته، گسترش روستا در جهات مختلف به‌طور عمده در جهت جنوب و جنوب شرق هسته اولیه ادامه یافته و با ۳۲۶۸۴ متر مربع، ۵۷٪ مساحت دهکده را دربرگرفته، که نشان از افزایش ناگهانی جمعیت و تغییر چهره عمومی آن و آهنگ رشد سریع ساخت و سازها با بهره‌گیری از فرم و مصالح شهری دارد.

## موقعیت جغرافیایی
این آبادی دشتی در موقعیت جغرافیایی ۵۹ درجه و ۱۹ دقیقه و ۲۸ ثانیه طول شرقی و ۳۶ درجه و ۳۲ دقیقه و ۵۷ ثانیه عرض شمالی واقع گردیده و ارتفاع نسبی آن از سطح دریا ۱۱۰۷ متر است. این دهکده در ۳۵ کیلومتری شمال شهر مشهد قرار گرفته و آب و هوای آن معتدل خشک می‌باشد.

## مساحت
این روستا ۸ هکتار وسعت داشته و اهالی آن در ۱۶۱ واحد مسکونی اقامت دارند. تراکم نسبی جمعیت در آن ۹۸ نفر در هر هکتار می‌باشد.

## گویش و مذهب
اهالی آن به گویش فارسی بلوچ سخن گفته و سنی حنفی مذهب می‌باشند.

## اماکن مذهبی
این روستا دارای یک باب مسجد در شمال غرب آن می‌باشد که به نام مسجد ابراهیم خلیل‌الله نامگذاری شده و در سال ۱۳۶۸ مورد بهره‌برداری قرار گرفته‌است. این مسجد ۷۸۳ متر مربع وسعت دارد.